# 오마르 하이얌

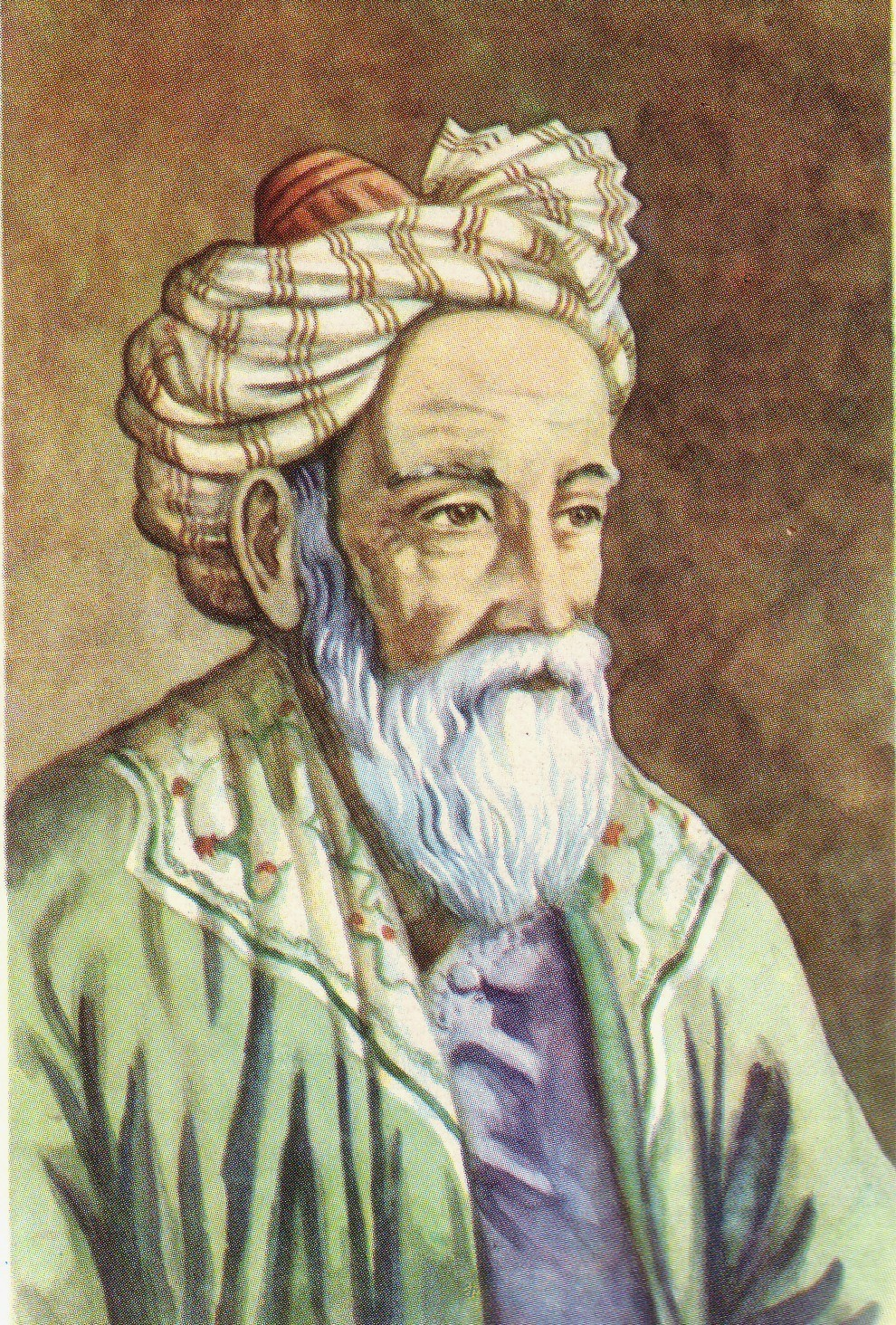

오마르 하이얌(페르시아어: ‏ غیاث ‌الدین ابوالفتح عمر ابراهیم خیام نیشابورﻯ기야스 앗딘 아불팟흐 우마르 이븐 이브라힘 하얌 니샤푸리, 1048년 5월 18일 ~ 1131년 12월 4일)은 페르시아의 수학자, 천문학자, 철학자, 작가, 시인이다. 이항정리를 증명하였다.
그가 만든 달력은 16세기에 나온 그레고리 달력보다 더 정확하였으며, 3차 방정식의 기하학적 해결을 연구하였다. 시집 《루바이야트》가 있는데, 후에 에드워드 피츠제럴드가 영어로 번역하여 세계적으로 유명해졌다.

## 생애
오마르 하이얌은 오늘날의 이란의 북동부에 자리한 호라산주 니샤푸르에서 1048년에 태어나 여러 지역에서 활동하다가 1131년경 고향에서 세상을 떠난 것으로 알려져 있다. 천문학자와 수학자와 철학자로 널리 알려졌던 하이얌은 당대에는 시인으로서는 거의 알려져 있지 않았고, 그의 생애에 관해서는 더더욱 알려진 바가 많지 않다. 피츠제럴드의 서문에 제시된 하이얌과 셀주크 왕조의 재상 니잠 알 물크와 암살단의 수장 하산 이 사바흐 간의 우정에 관한 흥미로운 스토리에 의문을 품는 학자들이 있는 것도 사실이다. 그렇지만 한 가지 분명한 것은 하이얌은 셀주크 왕조 군주들의 궁정에서 일했고 또 그의 사상이나 저작들은 당대의 만만찮은 정치적·종교적 환경에서 형성되었다는 사실이다. 실제로 종교는 하이얌이 활동하던 시대의 사회와 권력 구조를 형성하는 중요한 요소였는데, 특히 11세기로 접어들면서 페르시아의 궁정에서 기존의 종교관과 다른 견해를 갖는 것은 무척 위험한 일이 되었다. ≪루바이야트≫의 내용과 의의는 그 같은 맥락에서 좀 더 잘 이해할 수 있다..
당대의 역법을 개혁하는 데 큰 역할을 했던 천문학자로서, 또 대수학에 관한 선구적인 저작들을 남긴 수학자로서 하이얌의 명성은 당대에도 무척 확고한 것이었지만, 시인으로서의 명성은 극히 미미한 수준이었다. 그가 세상을 떠나고 반세기 가까이 지난 1170년대에 처음으로 아랍어로 쓴 시 네 편이 그의 이름으로 한 사화집에 수록되었고, 13세기로 접어들면서 몇몇 저자들이 상당수의 페르시아어 시편들을 그가 지은 것으로 언급했다. 이후 시간이 갈수록 그의 이름이 적힌 필사본들에 수록된 페르시아어 시편들은 점점 늘어나게 되었는데, 그중 가장 널리 알려진 것은 현재 옥스퍼드대학교 보들리언도서관에 소장되어 있는 ‘아우즐리 필사본’이다. 1460∼1461년에 만들어진 것으로 추정되는 이 필사본에는 158편의 4행시(‘루바이’)가 수록되어 있고, 피츠제럴드가 벗 에드워드 카우얼을 통해 하이얌의 4행시들을 처음 접하게 된 것도 바로 이 필사본을 통해서였다. 물론 이후에 발견된 필사본들에 수록된 루바이들까지 합치면 하이얌의 작품들로 알려진 것이 1000여 편이나 되지만, 많은 학자들은 하이얌의 실제 작품이 200편이 채 못 되는 것으로 추정하고 있다.
피츠제럴드의 삶의 성격과 그 배경은 하이얌의 4행시편들에 대한 그의 해석과 번역에 중요한 영향을 미쳤고, 이 점은 그가 창조한 ≪루바이야트≫의 특질과 성공에 관해 우리에게 시사하는 바가 적지 않다. 1809년 서포크주 우드브리지 근처 브레드필드의 유복한 집안에서 태어난 그는 영국 전역과 대륙을 여러 차례 여행하긴 했지만, 거의 평생 동안 이스트앵글리아 지방에 거주하면서 생계에 대한 걱정 없이 고전 작품들을 읽고 정원을 가꾸며 이른바 ‘초야의 학자’로 살았다. 베리 센트 에드먼즈에 있는 킹 에드워드 6세 문법학교에서 수학한 그는 1826년 케임브리지대학교 트리니티칼리지에 입학했는데, 문법학교와 대학에서 만난 벗들과 세상을 떠날 때까지 친밀한 관계를 유지했다.
그의 교우 관계는 그의 지적이고 문학적인 탐구를 잘 보여 준다. 그는 빅토리아기 문단에서 활약하던 소설가 윌리엄 메이크피스 새커리, 시인 앨프리드 테니슨, 역사가이자 저술가인 토머스 칼라일과 교유했다. 그는 그들과 자주 매력적인 편지들을 주고받았고, 새커리와 테니슨이 어려움을 겪던 젊은 시절에는 그들에게 경제적인 도움을 주기도 했다. 또 당시 올리버 크롬웰의 전기를 집필 중이던 칼라일을 위해 자신의 가문 영지에 들어 있던 네이스비 들판에 대해 조사해 주기도 했다.
1851년에 플라톤풍 대화록인 ≪유프라노어−젊음에 관한 한 대화≫를 자비로 발간했던 피츠제럴드는 자신이 거주하던 지역의 방언들과 고전어에 관심이 많았고, 고전 작품들을 번역하기도 했다. 그렇지만 그를 진지한 번역의 길로 들어서게 만들고 또 궁극적으로 ≪루바이야트≫의 발간으로 이어진 중요한 계기가 된 것은 자신보다 훨씬 나이 어린 에드워드 카우얼과의 만남이었다. 1844년에 두 사람이 처음 만났을 때 카우얼은 18세, 피츠제럴드는 35세였다. 보기 드문 언어 재능을 지닌 카우얼은 이미 라틴어·그리스어·스페인어·페르시아어에 능통해 있었고 산스크리트어를 공부하는 중이었다. 카우얼로부터 스페인어를 배운 지 3년 만에 피츠제럴드는 스페인 극작가 칼데론의 희곡 6편을 번역해 자비로 발간했고, 1852년 12월부터 옥스퍼드에서 카우얼에게 페르시아어 교습을 받기 시작했다. 페르시아어에 어느 정도 친숙해진 그는 1856년에 페르시아 시인 자미의 ≪살라만과 압살≫을 번역해 자비로 발간했다.
오마르 하이얌이 피츠제럴드의 삶 속으로 들어올 무렵 그가 이미 페르시아어를 번역할 준비가 되어 있었던 것은 커다란 행운이었다. 1856년 옥스퍼드대학교 보들리언도서관에서 조수로 일하던 카우얼은 하이얌의 것으로 추정되는 한 필사본을 발견했다. 그는 이 ‘아우즐리 필사본’을 베낀 작은 노트를 보냈는데, 피츠제럴드는 ‘약 500년 전의 한 쾌락주의적 불신자’인 하이얌에게 동질감을 느꼈던 것처럼 보인다. 또 같은 해 가을 인도 캘커타의 프레지던시칼리지 교수로 임명되어 아내와 함께 인도에 도착한 카우얼은 현지에서 또 다른 필사본을 발견해 그것을 베껴 쓴 후 피츠제럴드에게 보냈고, 피츠제럴드는 2년에 걸쳐 이 하이얌의 루바이들을 번역했다. 사실 자신의 페르시아어 멘토였던 카우얼이 인도로 떠나 버리고 또 얼마 후 결혼한 루시 바턴과의 불행한 결혼 생활(이듬해인 1857년 8월, 부부는 별거하기로 합의했다.)을 이어 가던 그로서는 이 번역 작업이야말로 힘겨운 시기를 견딜 수 있게 해 준 든든한 버팀목이었다.
피츠제럴드는 평생 동안 우드브리지에서 유복하게 살면서 독서와 외국어 공부와 번역에 전념했고, 이웃들에게는 ‘약간 얼빠진’ 괴짜로 여겨졌다. 그가 남긴 숱한 편지들은 그가 점점 떨어지는 시력에도 불구하고 끊임없이 지적 호기심과 탐구심을 유지하고 있었음을 보여 준다. 그는 벗들과의 교유를 계속하면서 가끔 런던과 다른 지역을 여행하기도 했고, 테니슨 부자는 1876년 우드브리지의 자택으로 그를 찾아오기도 했다. 그는 1883년 5월 노포크주 머튼에 거주하던 벗 크래브(시인 조지 크래브의 손자)를 방문하던 중 세상을 떠났고, 우드브리지 인근의 보울지의 교회 묘지에 묻혔다.